# Casa Nova d'en Suy
La Casa Nova d'en Suy és una masia de Sant Hilari Sacalm (Selva) inclosa a l'Inventari del Patrimoni Arquitectònic de Catalunya. Masia aïllada, situada en un petit terreny lleugerament elevat als afores del nucli urbà de Sant Hilari Sacalm, on s'hi arriba prenent un trencall que hi ha a mà dreta just a l'inici de la carretera Sant Hilari-Villavecchia.

## Descripció
L'edifici, orientat al sud, consta de planta baixa, pis i golfes, i està cobert per una teulada a doble vessant desaiguada als laterals. La porta d'entrada és en arc de mig punt format per dovelles de pedra i té els brancals fets de carreus de pedra. A dreta i esquerra, hi ha dues finestres amb llinda monolítica, brancals de carreus de pedra i ampit de pedra. Sobre la porta d'entrada i les dues finestres, en el mateix eix d'obertura, hi ha tres finestres amb llinda monolítica, brancals de carreus de pedra i ampit de pedra. Cal destacar que a la llinda de la finestra central hi ha inscrita la data 1687.
A les golfes hi ha només una finestra, amb ampit, llinda i carreus de pedra. Entre aquesta finestra i la del pis, hi ha un rellotge de sol, fet de pedra.
Adossat al costat dret, hi ha el que segurament fou la pallissa, que ara s'ha adequat com a terrassa. Té la teulada a una vessant desaiguada al lateral dret. També hi ha adossat, a la façana, al costat esquerre, un petit cos amb la teulada a una vessant.
A la façana posterior hi ha poques finestres, però en cal destacar una amb la data 1790, que podria indicar la data d'alguna reforma.
A la façana lateral dreta, hi ha contraforts.
Els murs són de maçoneria i la cadena cantonera de carreus de pedra.
Al costat de la casa hi ha un cos annex, utilitzat com a garatge i terrassa.

## Història
La data inscrita en la llinda de la porta principal 1687, indica el moment de la construcció. Possiblement es reformà el 1790, ja que aquesta data apreix en una finestra de la part posterior.